# Marasmius wynneae
Marasmius wynneae är en svampart som beskrevs av Berk. & Broome 1860. Marasmius wynneae ingår i släktet Marasmius och familjen Marasmiaceae.   Inga underarter finns listade i Catalogue of Life.

## Källor

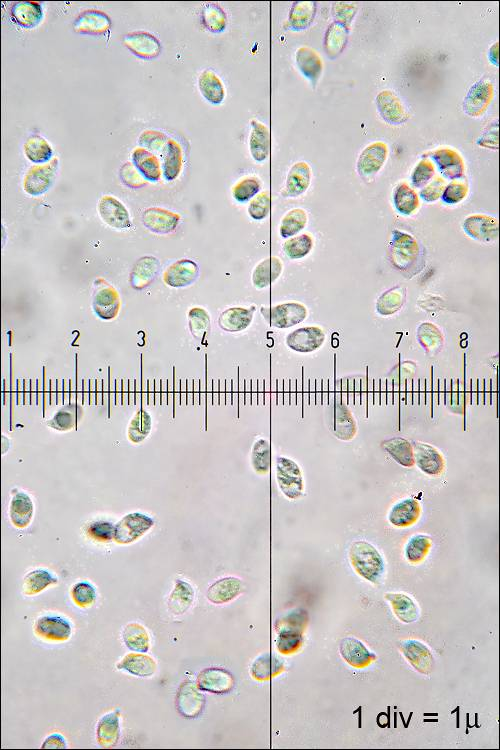
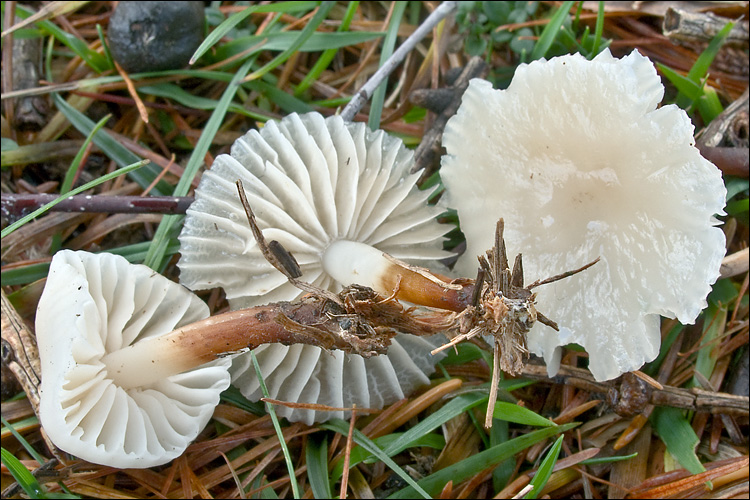
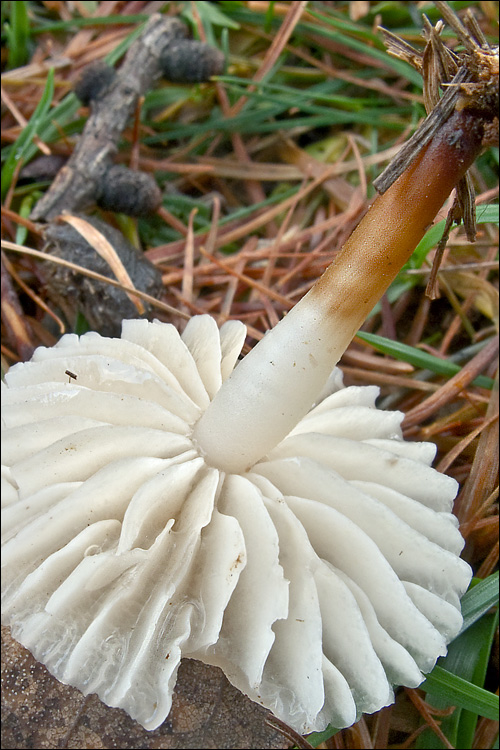
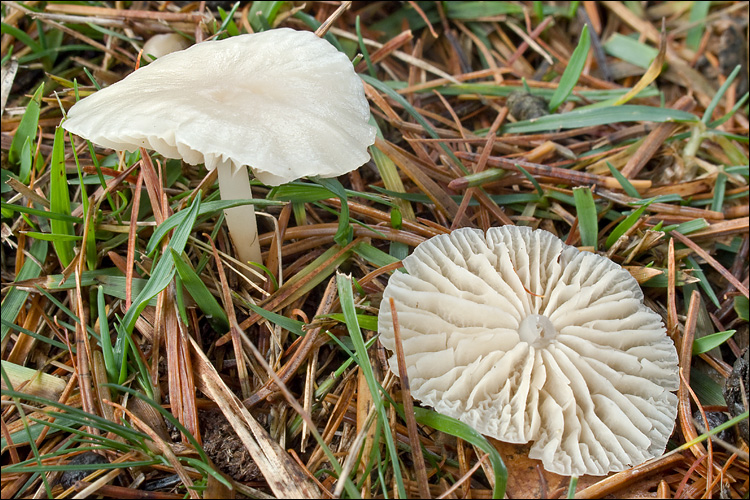
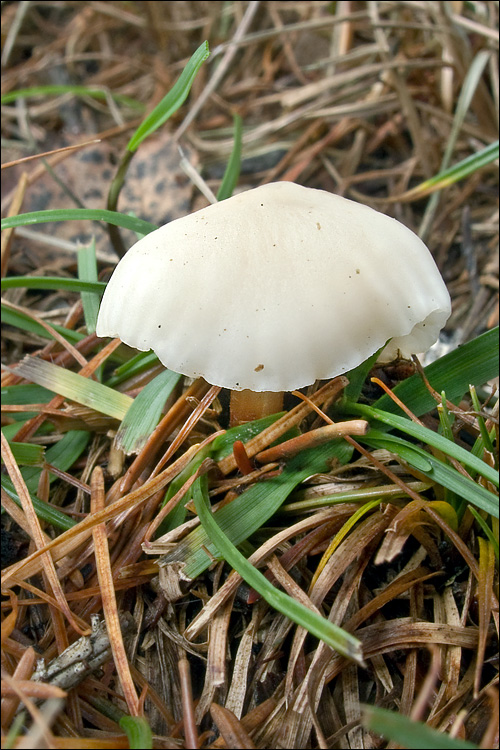